# Государственный электромашиностроительный институт имени Каган-Шабшая
Государственный электромашиностроительный институт имени Каган-Шабшая — последний частный ВУЗ при советской власти.

## История и особенности обучения
- ВТУЗ был основан 15 ноября 1920 года Яковом Каган-Шабшаем и группой коммунистов, вернувшихся с фронта.
- Вначале он находился в ведении ГЭТ, затем в 1923—1924 годах перешёл в ведение Наркомпроса по Главпрофобру.
- ВТУЗ был создан для образования полноценных инженеров за сокращенные сроки в 2-3 года против 6-7 обычных лет в то время.
- Главной особенностью было создание неразрывной органичной связи между образованием и промышленностью.
- Вступительных экзаменов пять — три устных: алгебра, геометрия и тригонометрия, и два письменных: геометрия и алгебра с тригонометрией.
- 4 дня в неделю студент работал на заводе, 2 дня в неделю по 10-12 часов происходило теоретическое обучение
- Институт имел шесть курсов и только один месяц каникул, так что в год проходилось по три курса и через два года студент получал звание инженера, если не провалится на каком-нибудь экзамене.
- В случае хотя бы одного провала студент оставался на курсе второй раз. Третий раз оставаться на одном курсе было нельзя. Максимальный срок пребывания в институте — три года.
- В 1930 году станкоинструментальный факультет был преобразован в самостоятельный вуз МГТУ «Станкин», который первое время оставался в помещениях ГЭМИКШ.
- ВТУЗ столкнулся с довольно жесткой и убедительной критикой в свой адрес и в 1933 году был расформирован. Позднее в его здании располагался МАТИ, часть студентов ушла в МТУСИ.
- Полученный опыт позволил Каган-Шабшаю использовать его в создании факультетов особого назначения, на которых происходило инженерное обучение руководителей промышленных предприятий СССР.